# Regina West (circonscription saskatchewanaise)
Pour les articles homonymes, voir Regina (homonymie).
Circonscription électorale provinciale du Canada
Regina West est une ancienne circonscription électorale provinciale de la Saskatchewan au Canada. Elle est représentée à l'Assemblée législative de la Saskatchewan de 1964 à 1967.
Issue de la circonscription de Regina City qui était représentée par quatre députés, Regina East et Regina West étaient chacune représentée par deux députés.

## Liste des députés
| Parlement                            | Années                               | Député                               | Député                               | Parti                                |
| Regina West                          | Regina West                          | Regina West                          | Regina West                          | Regina West                          |
| Circonscription issue de Regina City | Circonscription issue de Regina City | Circonscription issue de Regina City | Circonscription issue de Regina City | Circonscription issue de Regina City |
| ------------------------------------ | ------------------------------------ | ------------------------------------ | ------------------------------------ | ------------------------------------ |
| 15e                                  | 1964–1967                            |                                      | Allan Blakeney                       | CCF                                  |
| 15e                                  | 1964–1967                            | Marjorie Cooper (en)                 |                                      | CCF                                  |